# Franco Bergamini
Franco Bergamini (Santa Sofia, 28 agosto 1933 – Galeata, 17 novembre 2009) è stato un clarinettista italiano considerato uno dei più grandi esponenti del liscio romagnolo. Per il modo trasgressivo in cui suonava il suo clarino-clarinetto, il maestro Secondo Casadei lo soprannominò "Terremoto".

## Biografia
Franco Bergamini entrò a far parte dell'Orchestra Casadei a fine anni '60 e in quel periodo si cimentò come solista di successo in diversi brani tra i quali Sono qua, Il re del clarino e Terremoto. Stilista dalle notevoli capacità tecniche, rese immediatamente riconoscibile il suo modo di suonare. Come tutti i capiscuola della tradizione clarinettistica romagnola suonava un clarinetto sistema tedesco Müller a 13 chiavi.
Insieme a Ivano Nicolucci, anche lui componente dell'orchestra, e a Ivan Novaga formò successivamente La vera Romagna, un connubio che durò fino al 1978. Il sodalizio artistico Nicolucci-Bergamini produsse sia dal lato solistico sia compositivo brani e incisioni di qualità che oggi sono parte integrante della storia di questo genere musicale. Nel 1972 durante una esibizione a Milano la stampa definì questa orchestra la "Nazionale del Liscio" volendo sottolineare la continuità musicale raccolta dopo la morte del Maestro Secondo Casadei. Dopo una breve parentesi con Armando Savini (La Vera Romagna Italia Folk), nel 1982 fondò una nuova orchestra a suo nome: Orchestra Franco Bergamini che si esibì con successo ancora per un decennio, fino a quando nel 1992 lasciò la direzione e la gestione al figlio Luca Bergamini.
Franco Bergamini fu anche un ottimo compositore con brani di grande bellezza melodica come ad esempio il valzer Ricordando Verdi.
Morì il 17 novembre 2009.
Nella sua carriera durata 50 anni ha scritto più di 600 brani ed ha inciso con la sua orchestra una decina di LP e un 45 giri.
Nel 2012 è stato organizzato il "Franco Bergamini Day" ovvero un concerto a cui hanno partecipato il figlio Luca Bergamini e la sua orchestra, Moreno Conficconi, Fiorenzo Tassinari.